# 35P/Herschel-Rigollet
35P/Herschel-Rigollet, komet Halleyjeve vrste, objekt blizu Zemlji. 